# Beaterator
Beaterator — музыкальная игра, разработанная студией Rockstar Leeds в сотрудничестве с Тимбалэндом и изданная компанией Rockstar Games для портативной игровой системы PlayStation Portable и цифрового сервиса PlayStation Network осенью 2009 года. Официальным дистрибьютором игры в России, странах СНГ и Восточной Европы выступила компания «1С-СофтКлаб». 7 декабря того же года вышла версия для iOS.
Игровой процесс подразумевает создание своих музыкальных композиций путём использования более тысячи различных звуков и семплов, записанных Тимбалэндом и сотрудниками Rockstar. Присутствуют несколько режимов — «Live Play», «Studio» и «Song Crafter», разнообразные звуковые и визуальные эффекты, а также предусмотрена интеграция с сервисом Rockstar Games Social Club, благодаря чему игроки могут выложить в сети свои треки.
В основе Beaterator — программный эмулятор аудиомикшера на платформе Adobe Flash, выпущенный Rockstar Games в 2005 году, с позднейшими усовершенствованиями. Игра была в основном позитивно оценена журналистами: похвал удостоилась версия для PSP, в которой отмечалось разнообразие функций, но при этом высокий порог вхождения и неудобный интерфейс, в то время как версия для iOS подверглась критике из-за своей упрощённости.

## Игровой процесс

Скриншот из игры, режим «Live Play»

Beaterator основана на программном эмуляторе аудиомикшера, созданном на платформе Adobe Flash и выпущенном Rockstar Games в 2005 году в Интернете.
Геймплей базируется на создании собственных музыкальных композиций, для чего предусмотрены более тысячи звуков и семплов, которые записал Тимбалэнд специально для Beaterator. Имеется возможность использовать различные спецэффекты (например, эхо и хор), добавлять вокал с помощью микрофона и многое другое. Звуки из игры можно вытащить и записать на Memory Stick Duo как MIDI-файлы, таким же образом можно и перенести внешние MIDI-файлы в игру. Законченное музыкальное произведение возможно перенести на MAC или PC как WAV-файл или экспортировать в Rockstar Social Club. 31 мая 2014 года из-за отключения серверов GameSpy возможности Rockstar Social Club в игре стали недоступны.
Beaterator содержит три режима — «Live Play» (простейший вариант создания музыки путём совмещения и проигрывания заранее заготовленных звуков и эффектов), «Studio» (использование имеющихся семплов, эффектов и прочие функции для более подробного создания своей композиции) и «Song Crafter» (наиболее подробное редактирование и создание собственных звуков и семплов).

## Разработка и выход игры
Ещё в 2005 году Rockstar Games запустила сайт с музыкальной игрой Beaterator, которая была сделана на платформе Adobe Flash. 14 марта 2007 года компания анонсировала усовершенствованную версию Beaterator для портативной игровой системы PlayStation Portable. Проект создавался усилиями студии Rockstar Leeds и музыкального продюсера Тимбалэнда, который специально для игры записал более тысячи звуков и семплов. По его словам, он является большим фанатом Rockstar и взволнован тем, что сотрудничает с ними. В свою очередь, основатель и исполнительный продюсер компании, Сэм Хаузер, отметил, что музыка всегда была чрезвычайно важной частью их работы, а также он заявил, что для них большая честь работать вместе с Тимбалэндом. 13 августа стало известно, что Beaterator будет доступна как на PSP, так и в цифровом сервисе PSN. 31 августа была анонсирована версия игры для iOS; по словам Сэма Хаузера, «простая и понятная природа Beaterator отлично подходит для платформ Apple».
Изначально Beterator должна была выйти летом 2009 года, однако выпуск игры был отложен до 29 сентября и 2 октября того же года в Северной Америке и Европе соответственно. Начиная с 16 октября, Rockstar Games запустила серию ежемесячных вечеринок Beaterator в эксклюзивном пространстве Sony Listen@Home в PlayStation Home: в них игроки должны были загружать свои треки, созданные с помощью возможностей Beaterator, в Rockstar Social Club, и лучшие песни воспроизводились во время эфирных музыкальных сессий по игре — Beaterator Sessions. В России, странах СНГ и Восточной Европы Beaterator вышла 28 октября и распространялась компанией «1С-СофтКлаб». Версия для iOS была выпущена 7 декабря.

## Оценки и мнения
| Сводный рейтинг    | Сводный рейтинг | Сводный рейтинг |
| Издание            | Оценка          | Оценка          |
| Издание            | iOS             | PSP             |
| ------------------ | --------------- | --------------- |
| GameRankings       | 60 %            | 79,86 %         |
| Metacritic         | N/A             | 80/100          |
| Иноязычные издания |                 |                 |
| Издание            | Оценка          | Оценка          |
| Издание            | iOS             | PSP             |
| 1UP.com            | N/A             | A-              |
| AllGame            | [ 18 ]          | [ 19 ]          |
| Eurogamer          | N/A             | 8/10            |
| GamePro            | N/A             | [ 20 ]          |
| GameZone           | N/A             | 8/10            |
| IGN                | 7/10            | 8/10            |
| VideoGamer         | N/A             | 8/10            |
| Pocket Gamer       | 5/10            | 8/10            |

Beaterator получила в основном положительные отзывы от критиков. На сайте Metacritic средняя оценка составляет 80 баллов из 100 возможных, а на GameRankings — 79,86 %. Обозреватели положительно отнеслись к возможностям по созданию своих музыкальных композиций, но минусом называли неудобный интерфейс.
Критик 1UP.com, Джастин Хейуолд, заметил, что Beaterator хоть и не идеальна, но «чертовски хороша» за свою цену, а также существенно отличается от других игр Rockstar Games, что стало большой неожиданностью: «это вовсе не игра, а полноценный инструмент для создания музыки для PSP». Журналист Eurogamer, Саймон Паркин, заявил, что хотя возможности игры несколько ограничены для амбициозных идей профессиональных композиторов, ограничения больше касаются аппаратного, нежели программного характера, и в целом Beaterator хорошо подойдёт новичкам и любителям в качестве инструмента для создания музыки. Схожее мнение оставил Дэймон Хэтфилд, рецензент IGN, который хоть и покритиковал «неуклюжий» интерфейс, а также заметил, что не все представленные семплы хороши, но похвалил возможность создания собственных звуков и достаточно затягивающий, хоть и не очень простой, процесс использования Beaterator. «Удивительно многофункциональный пакет создания музыки для вашей PSP» — написал Джон Манди на сайте Pocket Gamer, обратив внимание, что на создание композиций потребуются время и усилия. Неон Келли (VideoGamer.com) отнёс к плюсам наличие Тимбалэнда, возможность создания впечатляющих треков и подробные руководства, однако отметил, что Beaterator — это «не совсем игра». «Если вы фанат хип-хопа или электронной музыки и заинтересованы в создании собственных треков, то на Beaterator определённо стоит посмотреть» — заключил Стивен Хоппер, представитель GameZone. Неоднозначный отзыв оставил Аарон Коэн (GamePro): хотя критик похвалил большое количество семплов и инструментов для создания действительно оригинальной музыки, возможность делиться ею с другими людьми, а также высокое качество звука, но предупредил потенциальных покупателей о запутанном интерфейсе и высоком пороге вхождения, из-за чего неопытным игрокам, незнакомым с процессом создания музыки, Beaterator может не подойти. Тимбалэнд в интервью Invasion Radio сказал, что для создания нескольких треков своего альбома Shock Value II он использовал Beaterator, но, по его словам, без особого удовольствия: «О да, я сделал пару штук… Я должен был».
Версия для iOS была оценена более сдержанно, её средний рейтинг на GameRankings составляет 60 %. Хэтфилд назвал Beaterator забавным небольшим развлечением, которое позволяет пользователям смешивать и сочетать впечатляющую коллекцию заранее определённых циклов, но это, однако, не даёт «возможности создания музыки для iPhone и iPod Touch», как утверждается издателем. Схожим образом игру для iOS раскритиковал Трейси Эриксон, обозреватель Pocket Gamer: «Без структуры и удобного дизайна Beaterator — не столько игра, сколько музыкальная игрушка, причём не очень интересная».